# Abraham Hayward
Abraham Hayward, född den 22 november 1801, död den 2 februari 1884,  var en engelsk skriftställare.
Hayward studerade juridik och blev 1832 advokat, grundlade och redigerade under många år The law magazine, översatte Savigny, Goethes Faust (på prosa, många upplagor) med mera samt var ända till sin död en betydande faktor i Londons litterära och politiska societet.
Hayward medarbetade i tidskrifter och tidningar, där hans innehållsrika, ofta gaddiga artiklar väckte mycken uppmärksamhet; de samlades sedan i fem band, 1858-74; ett urval i två band utkom 1878. Hayward var även känd som en stor gastronom och vistspelare. Hans Select correspondence utkom 1886 i två band med levnadsteckning av H.E. Carlisle.